# Postamt Meiningen
Das Postamt Meiningen ist ein historisches ehemaliges Postamt in der Altstadt der südthüringischen Kreisstadt Meiningen. Das als Kaiserliches Postamt errichtete Bauwerk im Stil der französischen Neorenaissance steht unter Denkmalschutz. Im Gebäude waren bis 2024 eine Filiale der Postbank und eine Postfiliale mit Schalterhalle und Selbstbedienungsanlagen untergebracht. Seitdem steht eine Poststation auf dem Gebäudegrundstück zur Verfügung. Seit 2025 befinden sich im Gebäude eine Augenklinik, Büroeinheiten und behindertengerechte Wohnungen.

## Lage
Das historische Bauwerk befindet sich an der Nordostecke des im Stadtzentrum zentral gelegenen Marktplatzes und prägt heute gemeinsam mit der Stadtkirche und bis 1945 mit dem damals zerstörten Rathaus das Erscheinungsbild des Platzes.

## Geschichte
Das Postamt wurde im Auftrag der Reichspost nach Plänen des als Post-Baubeamter beim Generalpostamt in Berlin tätigen Architekten August Kind und unter der Oberbauleitung von Postbaurat Richard Kux (1848–1923) als Kaiserliches Post- und Telegrafenamt Meiningen errichtet. Das Bauwerk entstand von 1877 bis 1879 im Zuge des Wiederaufbaus der abgebrannten Stadtteile infolge des großen Stadtbrandes von 1874 auf einem neu parzellierten Grundstück. Das Postamt wurde am 15. Dezember 1879 in Betrieb genommen.
1915 fand eine Modernisierung inklusive Umbau der Schalterhalle und Verlegung der Paketannahme statt. 1920 wurde im Obergeschoss das Telegrafenbauamt untergebracht. Das Telegrafen- und Fernsprechamt verlegte man 1932 in das benachbarte ehemalige Landtagsgebäude von Sachsen-Meiningen. 1951 wurden das Fernsprechamt und das Telegrafenbauamt zum Fernmeldeamt Meiningen zusammengeschlossen, das 1958 eine eigene Dienststelle erhielt. Ab 1956 richtete man fünf Zweigpoststellen im gesamten Stadtgebiet von Meiningen ein. Weitere Umbauten und Modernisierungen der Kundeneinrichtungen sowie technischer Anlagen fanden 1935, 1982, Anfang der 1990er Jahre und in den 2010er Jahren statt. 1995 wurde das Postamt nach der Privatisierung der Deutschen Bundespost zur Deutschen Post AG zur Postfiliale.
2021 erwarb ein Immobilienunternehmer das Gebäude und ließ es 2023/24 umbauen und modernisieren. Hier wurden nach der Fertigstellung eine Augenarztpraxis, Büros für die Lebenshilfe Meiningen und behindertengerechte Wohnungen untergebracht.

## Dienstleistungen
In der bis 2024 existierenden Postbank-Filiale 523 wurden sämtliche Dienstleistungen der Deutschen Post und der Postbank angeboten. Zur Einrichtung gehörte zudem eine Postfiliale Direkt. Als SB-Einrichtungen waren Briefmarken- und Geldautomaten, Kontoauszugsdrucker und Postschließfächer vorhanden.
Postdienstleistungen erfüllt seit 2024 die Poststation 701 mit Packstation, Briefkasten und automatisierten Postshop direkt neben dem Postgebäude.

## Ansichten

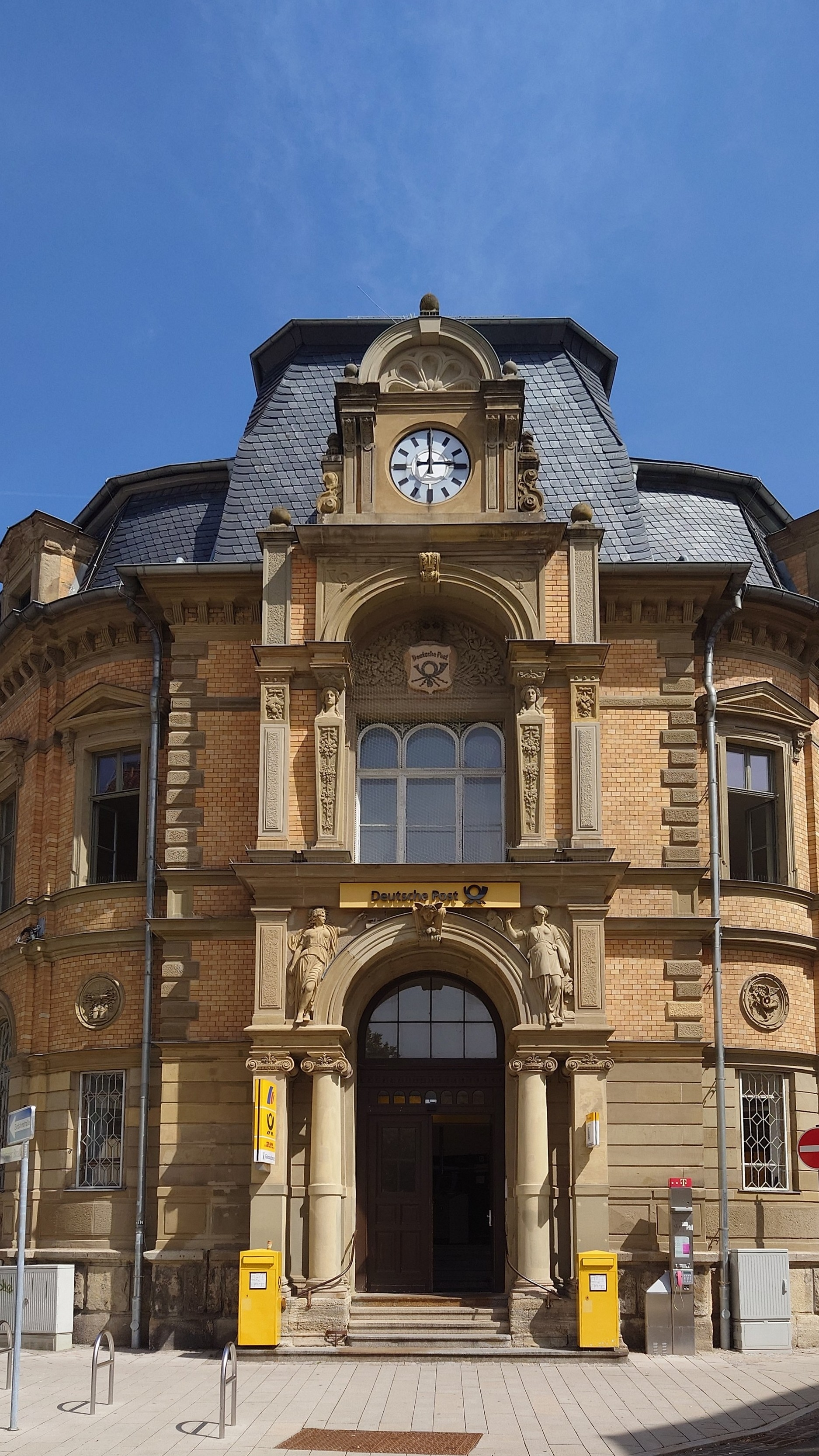
Eingangsportal im August 2023.
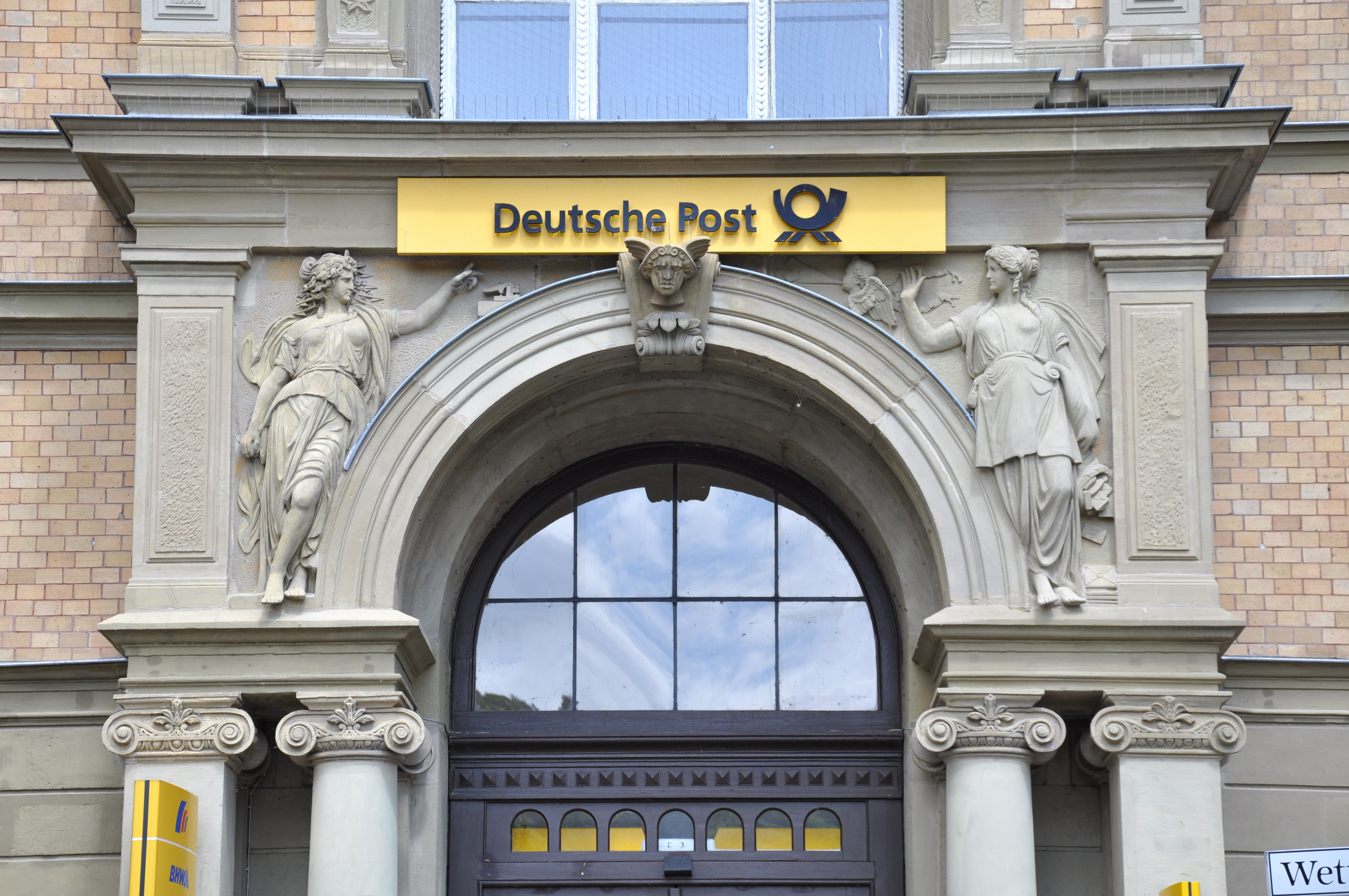
weibliche Sandsteinfiguren über dem Haupteingang, links mit Morsetaster, rechts mit aus einem Füllhorn fallenden Briefen.
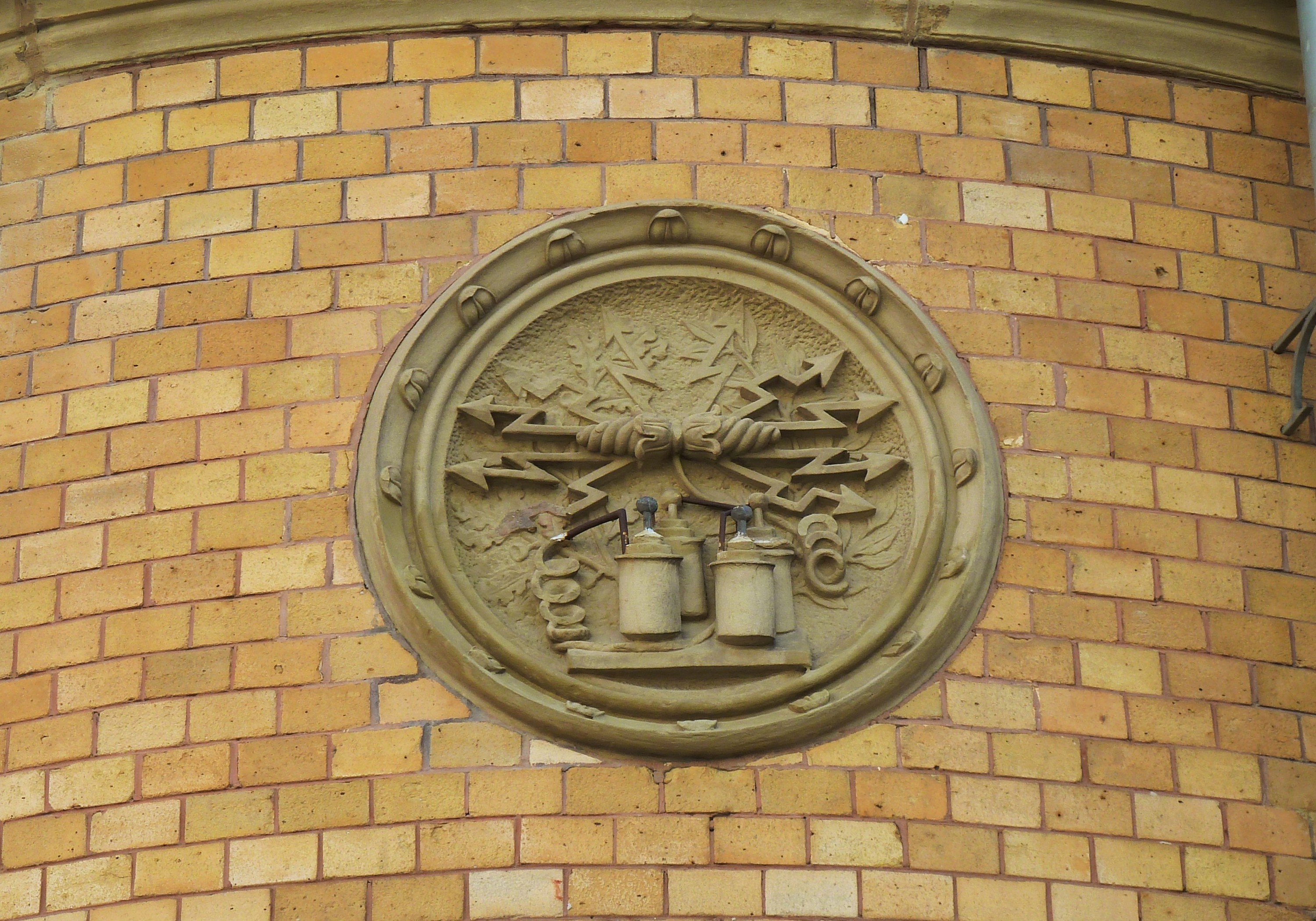
Reliefmedaillon mit Symbolik des Telegrafenwesens an der Fassade.
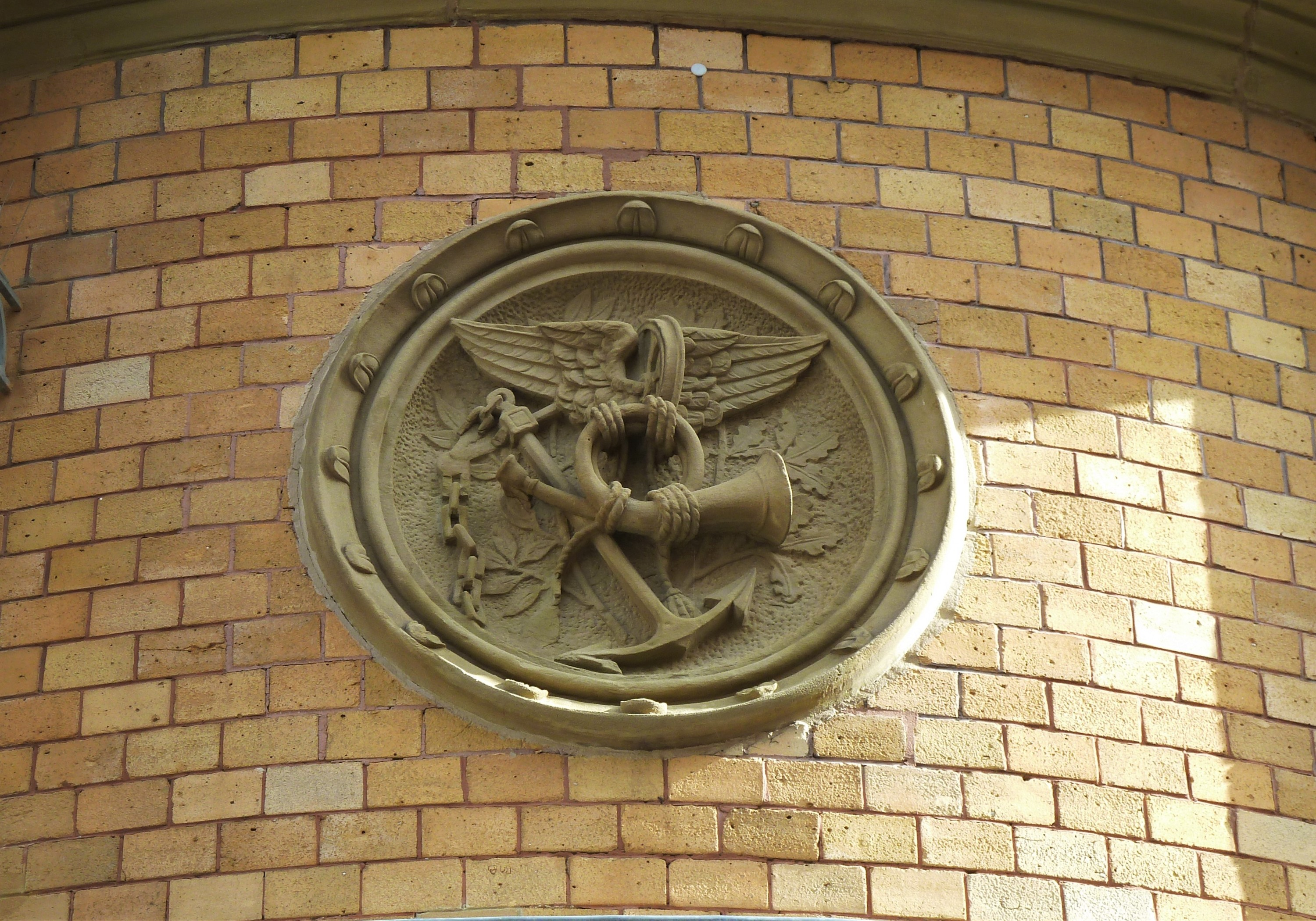
Reliefmedaillon mit Symbolik des Postwesens an der Fassade.
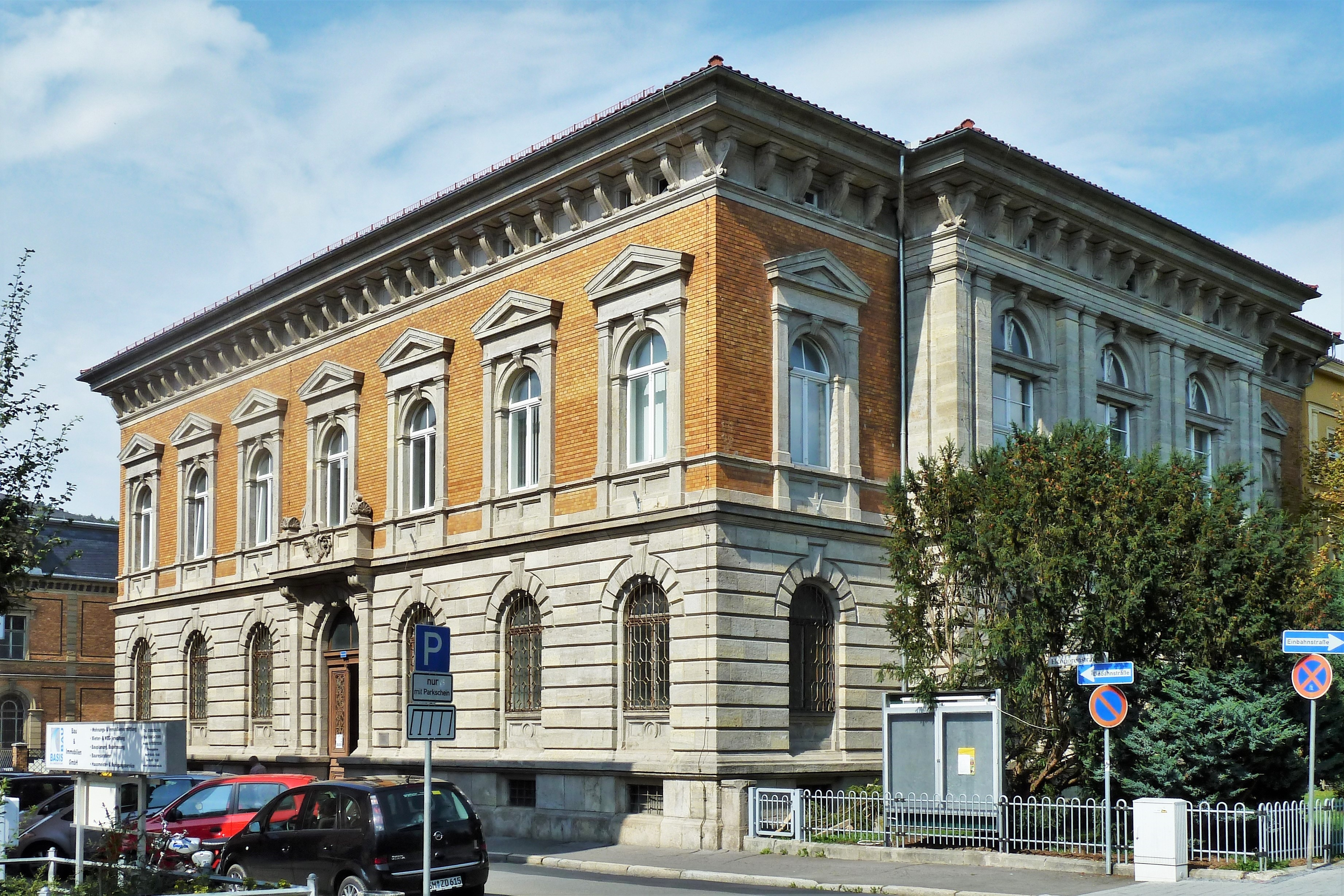
Ehemaliges Meininger Landtagsgebäude, ab 1932 Sitz des Telegrafen- und Fernsprechamtes, später Fernmeldeamt.

## Einzelbelege
1. ↑  glass-portal Architektenbiografien
2. ↑  Kuratorium Meiningen (Hrsg.): Stadtlexikon Meiningen. Bielsteinverlag, Meiningen 2008, ISBN 978-3-9809504-4-2.
3. ↑  Erik Hande, Meininger Tageblatt/inSüdthüringen.de Kaiserliche Post – Alte Dame zu neuem Leben erwecken, erschienen am 15. Juli 2022.
4. ↑  Erik Hande, Meininger Tageblatt/inSüdthüringen.de Umbau Post Meiningen – Praxis und Wohnung mit Markt-Blick, erschienen am 28. Juli 2023.